# (41502) Denchukun
(41502) Denchukun est un astéroïde de la ceinture principale.

## Description
(41502) Denchukun est un astéroïde de la ceinture principale. Il fut découvert le 23 août 2000 au Bisei Spaceguard Center par le programme BATTeRS. Il présente une orbite caractérisée par un demi-grand axe de 2,33 UA, une excentricité de 0,27 et une inclinaison de 5,0° par rapport à l'écliptique.